# Eclectus roratus
Il pappagallo eclettico o ecletto, ecletto maggiore o ecletto delle Molucche(Eclectus roratus Müller, 1776) è un pappagallo appartenente alla famiglia degli Psittaculidi e al genere Eclectus. È endemico delle isole Molucche, dove la popolazione stimata oscilla tra i 7300 e i 51000 individui.
Pur essendo considerata a rischio minimo nella Lista rossa IUCN, la popolazione della specie è considerata in declino, provocato prevalentemente dalla caccia e cattura a fini commerciali; per queste ragione è tutelata nella categoria II della Convenzione sul commercio internazionale delle specie minacciate di estinzione (CITES).

## Descrizione
Si tratta di pappagalli di medie dimensioni con colori piuttosto appariscenti, caratterizzati da un forte ed evidente dicromatismo sessuale, tanto che inizialmente i due sessi furono classificati come specie differenti tra loro. Il maschio ha un piumaggio verde, con sfumature blu-azzurre sulle ali e sulla coda oltre che rosse ai bordi e sotto le ali, mentre la femmina presenta un piumaggio rosso con sfumature gialle sulla coda e piume blu-viola sul petto e sul collo. Come altri appartenenti alla famiglia degli Psittaculidi, hanno zampe zigodattili di colore grigio.
Ha una dimensione di circa 35 centimetri, con un'apertura alare di circa 228-247 millimetri, e un peso variabile tra i 450 e i 600 grammi. Il maschio è normalmente poco più grande della femmina. Il becco è piuttosto grande e presenta la gnatoteca (parte inferiore) nera per entrambi sessi mentre la rinoteca (parte superiore) è giallo-arancione nel maschio e nera nella femmina.
L'aspettativa di vita è di circa 50 anni, ridotta a 23-30 anni in cattività.

## Distribuzione e habitat
Si tratta di una specie endemica delle isole Molucche, nel Sud-est asiatico; sono stati avvistati, in particolare, sulle isole Morotai, Halmahera, Ternate, Bacan e Obira oltre che su Buru, Ceram, Ambon, Haruku e Saparua.
Abita prevalentemente nella canopia delle foreste pluviali tropicali.

## Biologia

### Alimentazione
L'alimentazione è composta prevalentemente da frutta, gemme, fiori e semi, soprattutto riconducibili ai generi Parinari e Pandanus.

### Riproduzione

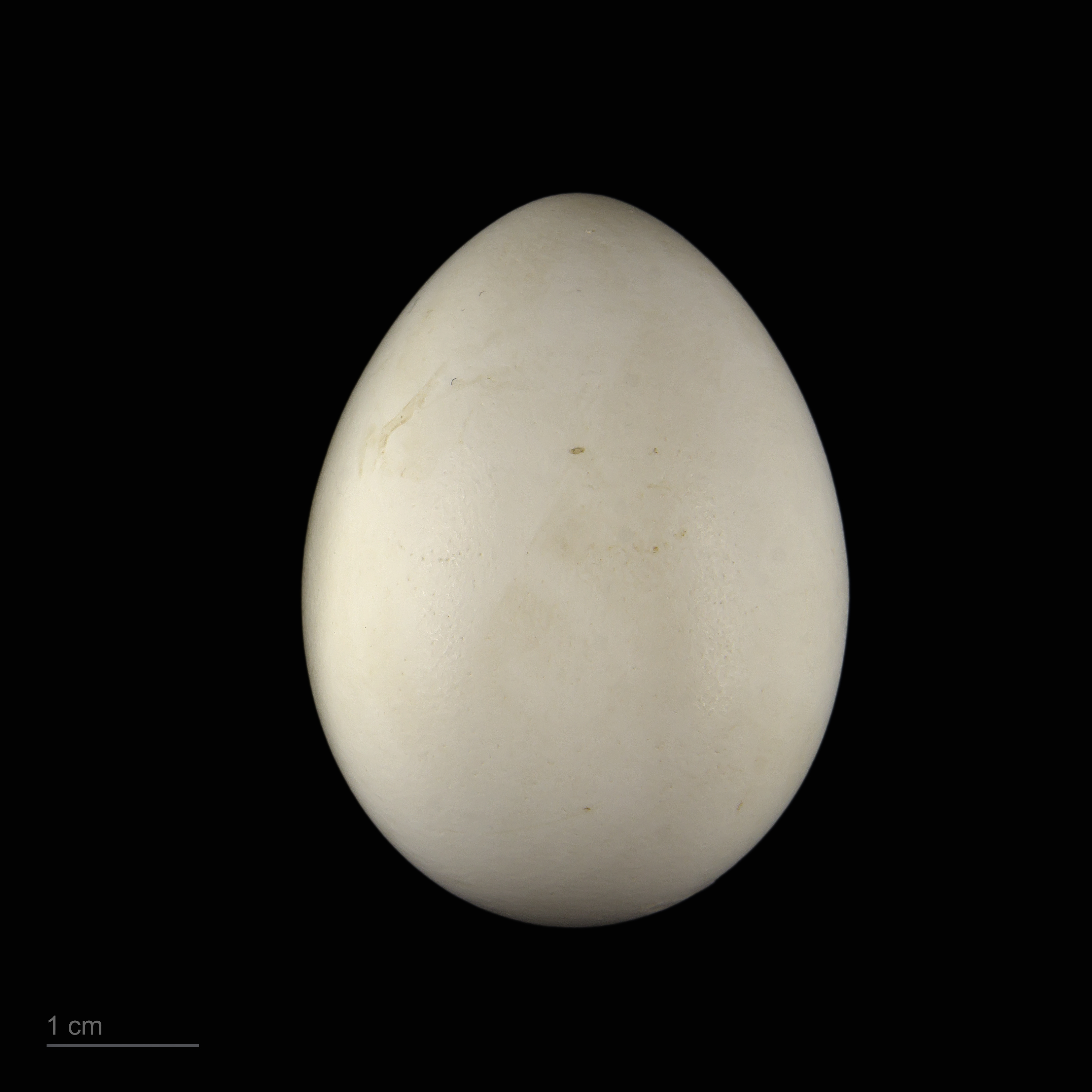
Uovo di Eclectus roratus

La stagione riproduttiva cade nel periodo da agosto a settembre, nel quale le coppie nidificano nelle cavità degli alberi, normalmente nei pressi di specchi d'acqua e linee costiere. Le femmine depongono normalmente per ogni nidiata due uova di forma ovale, che misurano all'incirca 40 × 31 millimetri, le quali vengono incubate e controllate (normalmente dalla femmina) per i successivi 28 giorni circa. I pulcini impiegano normalmente 13 settimane (circa quattro mesi) per l'involo e sei mesi per raggiungere la totale indipendenza dai genitori.
Si tratta di una specie poligama, in cui sia i maschi che le femmine si possono accoppiare con partner diversi. La maturità sessuale viene raggiunta da entrambi i sessi intorno ai tre anni.

## Tassonomia

### Sottospecie
Sono state distinte tre sottospecie:
- E. r. roratus
- E. r. vosmaeri
- E. r. westermani

### Specie simili
Fino al 2019, Eclectus roratus era considerata l'unica specie del genere Eclectus, che è stato suddiviso nel 2023 in cinque taxa (di cui uno estinto): Eclectus cornelia (isola Sumba), Eclectus riedeli (isole Tanimbar), Eclectus polychloros (isole Molucche sud-orientali, Nuova Guinea, isole Salomone e Australia settentrionale) e, successivamente, Eclectus infectus (estinto, diffuso sulle isole di Tonga, Vanuatu e forse Figi). Dagli esemplari di queste specie l'Eclectus roratus si distingue prevalentemente per alcune lievi differenze nel piumaggio oltre che per la differente distribuzione geografica.

## Conservazione
Poiché occupa un areale relativamente vasto e, nonostante la ridotta popolazione, è classificata come specie a rischio minimo nella Lista rossa IUCN (2019), sebbene sia stata evidenziata una generale decrescita della popolazione e una minaccia consistente da parte della cattura a fini commerciali; per questa ragione è tutelata nella categoria II della Convenzione sul commercio internazionale delle specie minacciate di estinzione (CITES), come del resto l'intero genere Eclectus, venendo inserita nell'Appendice II.
In Indonesia la specie è tutelata dalla Legge n° 5 del 1990, che ne proibisce il commercio.